# سرا دهاکه
سرا دهاکه (به انگلیسی: Sra Dhaka) یک منطقهٔ مسکونی در پاکستان است که در ناحیه کلات واقع شده‌است. سرا دهاکه ۱٬۳۵۳ متر بالاتر از سطح دریا واقع شده‌است.